# Basilia mirandaribeiroi
Basilia mirandaribeiroi är en tvåvingeart som beskrevs av Guimaraes 1942. Basilia mirandaribeiroi ingår i släktet Basilia och familjen lusflugor. Inga underarter finns listade i Catalogue of Life.